# Cirroc Lofton

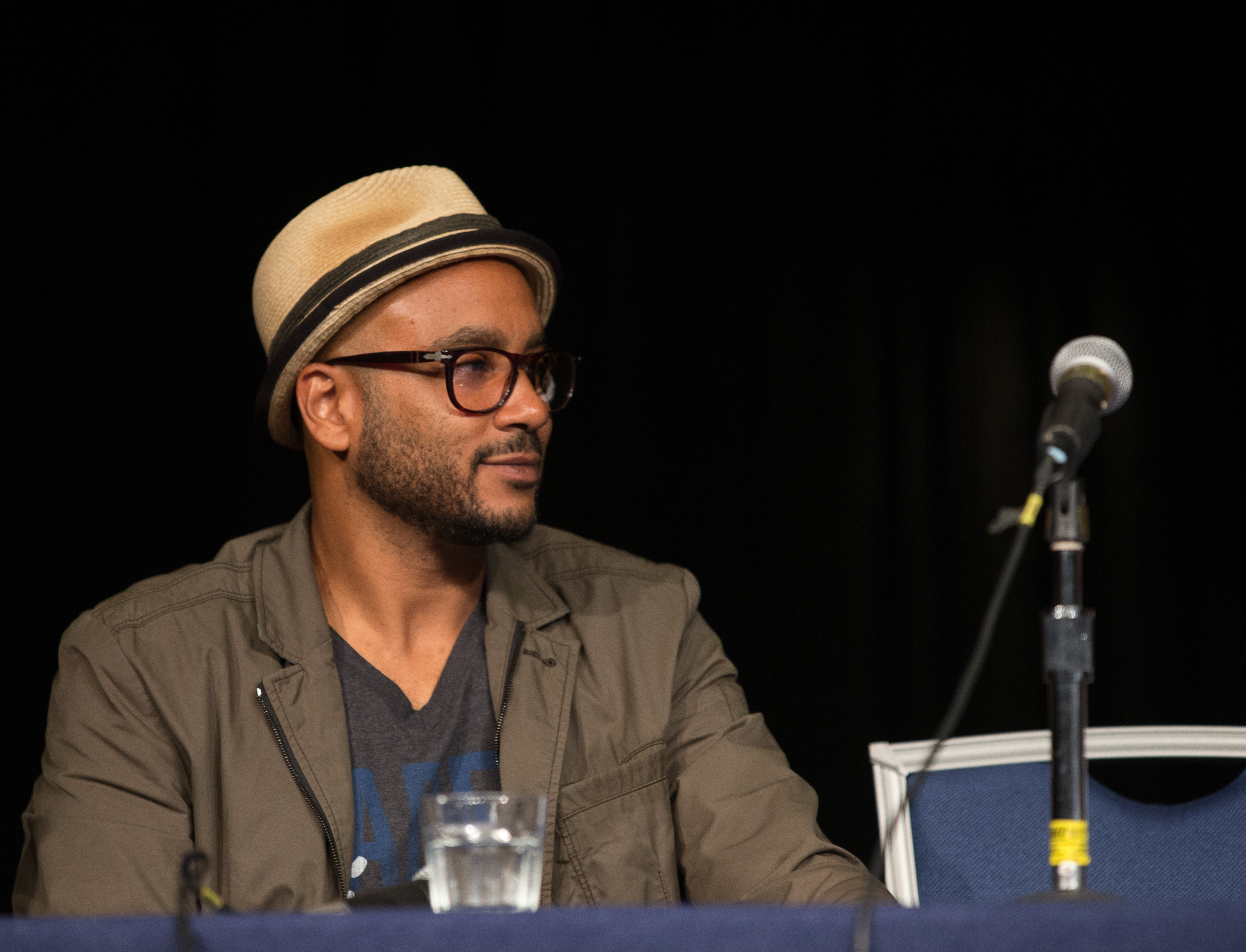
Cirroc Lofton (2013)

Cirroc Lofton (* 7. August 1978 in Los Angeles, Kalifornien) ist ein US-amerikanischer Filmschauspieler.

## Leben
Lofton, ein Neffe des Baseball-Stars Kenny Lofton, gab sein Filmdebüt 1992 in der Komödie Ein Hund namens Beethoven, ehe er ein Jahr später, 1993, für die Science-Fiction-Serie Star Trek: Deep Space Nine als Jake Sisko gecastet wurde. Die Rolle verkörperte er bis zum Ende der Serie im Jahr 1999.
Parallel und auch danach stand er für einige andere Fernsehserien als Gastdarsteller vor der Kamera, so unter anderem für Moesha, Eine himmlische Familie und Invasion.
Auf einer Star-Trek-Convention in Maryland erklärte Cirroc Lofton die Bedeutung seines Vornamens, der aus dem Äthiopischen stammt. Er bedeutet „der Weise“.
Lofton kehrte 2006 für die Fan-Produktion Star Trek: Of Gods And Men als Vulkanier Sevar zu Star Trek zurück und hatte 2008 eine Nebenrolle in dem Basketball-Film Ball Don’t Lie.

## Filmografie (Auswahl)
- 1992: Ein Hund namens Beethoven
- 1996: Moesha (1 Folge)
- 1993–1999: Star Trek: Deep Space Nine
- 2003: Eine himmlische Familie (1 Folge)
- 2005: Invasion (2 Folgen)
- 2006: CSI: Miami (1 Folge)